# Albert Oganezov
Albert Oganezov, sovjetski (ruski; rusko Альберт Оганезов) rokometaš, * 10. februar 1949, † 29. december 2002.
Leta 1972 je na poletnih olimpijskih igrah v Münchnu v sestavi sovjetske rokometne reprezentance osvojil peto mesto.